# Docendo discimus
Docendo discimus — латинская пословица, означающая «Обучая — мы учимся».
Возможно, восходит к Сенеке Младшему (ок. 4 г. до н. э. — 65 г. н. э.), который говорит в своих «Письмах к Луцилию» (книга I, письмо 7, раздел 8): Homines dum docent discunt, что означает «Люди учатся, пока они учат».

## Девиз
Docendo discimus — девиз заведений:
- Витебский государственный университет имени П. М. Машерова
- Смоленский государственный медицинский университет, Смоленск, Российская Федерация (СГМУ)
- Тихоокеанский национальный университет, Хабаровск, Российская Федерация
- Университет обороны в Чехии
- Медико-натуральное философское и ветеринарно-стоматологическое общество «Christiaan Huygens», Утрехтский студенческий корпус, Нидерланды[1]
- Череповецкий государственный университет в Череповце, Россия
- Азербайджанский университет языков в Баку, Азербайджан
- Университетский колледж Стрэнмиллиса в Белфасте, Северная Ирландия
- Университет Чичестера в Западном Сассексе, Англия
- Центральный Вашингтонский университет в Элленсбурге, Вашингтон
- Государственный колледж Джонсона в Джонсоне, штат Вермонт
- Гиллингеммская школа в Дорсете, Англия
- Новосибирский государственный технический университет в Новосибирске, Россия
- Днепровский национальный университет имени Олеся Гончара в Украине
- Федеральный педагогический колледж Йола, штат Адамава, Нигерия.
- Национальный колледж Александру Иоан Куза, Плоешти, Румыния
- Болгарский дипломатический институт в Софии, Болгария
- Saure AS в Норвегии
- Нью-Йоркская международная школа
- Региональная школа инструкторов-кадетов (Центральная) — Канадские вооруженные силы
- Шведская летная школа ВВС[2]
- Гимназия имени Хилфорда, Сидней
- USAF, Анализ управления техническим обслуживанием, 2R0X1
- Консультанты по образованию Newton Bright, Соединенное Королевство
- Лондонский педагогический колледж
- Полоцкий государственный университет